# M*A*S*H (film)
M*A*S*H è un film del 1970 diretto da Robert Altman.
La pellicola è tratta dal romanzo di Richard Hooker, dal quale è stata tratta anche una omonima serie televisiva di successo dal 1972 al 1983. È considerato una vera e propria pietra miliare dell'irriverenza e dell'antiretorica, che cambiò il modo hollywoodiano di raccontare la guerra. Tra i riconoscimenti, il film ha ricevuto l'Oscar alla migliore sceneggiatura non originale e la Palma d'Oro al 23º Festival di Cannes.
Nel 1996 è stato scelto per la conservazione nel National Film Registry della Biblioteca del Congresso degli Stati Uniti.
Nel 1998 l'American Film Institute l'ha inserito al cinquantaseiesimo posto della classifica dei migliori cento film statunitensi di tutti i tempi, mentre dieci anni dopo, nella nuova edizione della lista, è salito al cinquantaquattresimo posto.
Il titolo è un acronimo di Mobile Army Surgical Hospital, in italiano Ospedale Militare Chirurgico da Campo, un'unità mobile chirurgica dell'esercito USA istituita nel 1945 per sostituire gli ospedali da campo impiegati fino a quel momento: in seguito impiegata in numerosi scenari bellici (Algeria, India, Birmania, Corea, Vietnam, Iraq). L'ultima unità è stata disattivata nel 2006.

## Trama
Corea, anni cinquanta: durante la guerra, in un ospedale militare statunitense da campo, si svolgono le vicende di un gruppo misto di personale medico militare. Tre ufficiali medici, pur prestando la loro opera di chirurghi con bravura e dedizione, sono insofferenti alla disciplina, insolenti verso i superiori, pronti alle burle nei riguardi dei colleghi e ad amoreggiare con le attraenti infermiere. Vittime preferite sono il religiosissimo maggiore e la nuova capo infermiera che, immedesimatisi in pieno nella disciplina militare, si situano agli antipodi rispetto al temperamento goliardico dei tre medici. I due, moralisti in pubblico ma amanti in privato, sono messi alla berlina e l'infermiera viene soprannominata "Bollore" dopo che un loro amplesso viene diffuso via altoparlante a tutto il campo grazie a un microfono piazzato dal caporale "Radar" sotto la branda del maggiore.
Subito dopo è la volta di un dentista dongiovanni (Cassiodoro), caduto in depressione perché auto convintosi di essere omosessuale. Quando rivela ai colleghi l'intenzione di suicidarsi, questi organizzano una sorta di ultima cena, scenograficamente ricomposta come l'ultima cena di Leonardo da Vinci, in cui gli viene somministrato un veleno, che in realtà è un sonnifero. La successiva "visita" di un'infermiera ne confermerà l'eterosessualità.
Per questi e altri problemi disciplinari due dei chirurghi vengono inviati in missione in Giappone dove, tra una partita di golf e l'altra, compiono con abilità un difficile intervento sul figlio di un potente personaggio dell'esercito americano, non mancando di porsi in contrasto col direttore medico dell'ospedale militare. Tornati alla loro tenda in Corea, riescono a evitare un'inchiesta sul loro comportamento, scommettendo di vincere un torneo di football americano organizzato da un generale; ottenuta la vittoria grazie ad una serie di trucchi e stratagemmi, ai due viene comunicato che tornano a casa.

## Sceneggiatura
Lo sceneggiatore Ring Lardner Jr., vincitore di un Oscar nel 1942 per La donna del giorno, era stato condannato ad un anno di carcere ed incluso nelle “blacklist” per non aver collaborato con lo HCUA e solo nel 1965 il suo nome era potuto riapparire nei credit di un film, Cincinnati Kid. Gli era capitato di leggere il romanzo, ancora in fase di bozza, scritto da un certo Richard Hooker, probabilmente pseudonimo di un chirurgo, mosso da intenti dileggiatori nei confronti dei vezzi dei suoi colleghi newyorchesi. Una volta ottenuto l'interessamento di Richard D. Zanuck della 20th Century Fox, tramite il suo amico Ingo Preminger, fratello del regista Otto, Lardner jr ne aveva tratto un copione, che fu sottoposto a diversi registi, anche di fama (Kubrick, Penn, Nichols, Lumet, Pollack, Hill) incontrando una serie di rifiuti, prima di giungere nelle mani dell'allora abbastanza sconosciuto Robert Altman.
Questi oltre ad avere avuto un'esperienza diretta del fronte, aveva diretto 10 episodi in b/n della serie televisiva Combat!, nella quale aveva anche svolto funzioni produttive. Aveva inoltre accarezzato per un lungo periodo un progetto, dal titolo The Chicken and the Hawk, che avrebbe dovuto costituire un affresco corale, polifonico su di un gruppo di piloti impegnati nella prima guerra mondiale, e che gli era stato impedito dalla mancanza di mezzi. Ora che il denaro, grazie alla 20th Century Fox, gli era messo a disposizione, dovette fare i conti con una sceneggiatura che prevedeva solo due protagonisti e qualche comprimario, non certo il groviglio di uomini ed esistenze che intendeva mettere in scena. Si mise così alla ricerca di volti nuovi da scritturare sulla scena teatrale di San Francisco e successivamente cominciò a modificare il copione, introducendovi battute singole che giustificassero le presenza di nuovi attori, che poi, in realtà, sarebbero apparsi in tutto il film. Lo stratagemma passò inosservato alla produzione che all'epoca era impegnata in due kolossal bellici, Patton, generale d'acciaio e Tora! Tora! Tora!, molto più costosi; tanto più che le richieste del regista si mantenevano ben al di sotto del budget, stabilito in 3,5 milioni di dollari.
Chi invece non apprezzò fu Lardner jr. Il suo copione era stato stravolto: “[…] né personaggi tradizionali, né trama coerente […] né messaggi da trasmettere e, talvolta nemmeno dialoghi comprensibili, perché accavallati l'uno sull'altro.” Protestò vivacemente con Preminger e col regista del quale, in occasione della consegna dell'Oscar, che, pure, il film gli aveva assicurato, non fece menzione.
Altri due sceneggiatori coinvolti nella stesura furono i coniugi Allen Rivkin e Laura Kerr.

## Produzione
Con M*A*S*H, Altman torna ad utilizzare il formato panoramico 2,35:1, utilizzando ottiche anamorfiche Panavision, ritenuto più adatto a mostrare porzioni di realtà altrimenti non visibili con il formato televisivo. Nella ricerca di un'immagine ruvida, grezza, “sporca”, poco luminosa utilizzò filtri nebbia numero tre. In ciò fu assecondato, come direttore della fotografia, da Harold E. Stine, già suo collaboratore nella produzione televisiva The Roaring 20s, che subentrò al precedente direttore, proposto dalla produzione, poco propenso ad adottare le scelte stilistiche del regista.
Anche i due protagonisti, Elliott Gould e Donald Sutherland, erano stati scelti dalla produzione ed anch'essi ebbero a lamentarsi della scarsa attenzione, in termini di suggerimenti o istruzioni, loro dedicata dal regista, che ritenevano potesse tradursi in un insuccesso personale. Poco incline a dettare i modi della recitazione, il metodo di Altman tendeva a privilegiare la costruzione delle atmosfere all'interno delle quali gli interpreti improvvisassero una propria collocazione, e quindi lavorare soprattutto sui comprimari e sui quadri d'insieme. Benché in quella circostanza i due ne avessero persino richiesto il licenziamento, il fatto non avrebbe avuto conseguenze permanenti, perlomeno relativamente alla relazione del regista con Elliott Gould, che sarebbe stato richiamato come protagonista in Il lungo addio.

## Accoglienza e incassi
Sino alla fine Altman dovette resistere alle pressioni di Darryl F. Zanuck, che gli chiedeva di tagliare le cruente scene al tavolo operatorio, in un film in cui, già, non mancavano elementi provocatori: dal linguaggio "volgare e carico di battute sessiste" alla parodia dell'Ultima Cena (in tutta evidenza ispirata al dipinto di Leonardo da Vinci), in occasione della cerimonia di commiato a Cassiodoro, per finire con l'uso, per la prima volta in un film non vietato ai minori, del termine "vaffanculo" (impiegato da John Schuck nel corso della partita di football).
Uscito a New York il 25 gennaio 1970 il film ebbe un notevole successo commerciale. Nel primo anno incassò 40 milioni di dollari, collocandosi tra i primi tre film prodotti a Hollywood quell'anno. Nel complesso, negli Stati Uniti d'America ha fatto registrare 70 milioni di dollari di profitti, escludendo l'omonima serie televisiva. Al regista toccarono solo 75.000 dollari. Ma oltre a ciò, grazie anche al trionfo a Cannes, per Altman ci fu infine la certezza che, da quel momento in poi, avrebbe potuto impegnarsi solo nei progetti a lui graditi. La proiezione del film venne vietata per anni nelle basi statunitensi.

## Critica
(Robert Altman)
(Goffredo Fofi)
(Paolo Mereghetti)

## Colonna sonora
La colonna sonora originale del film è edita dalla Sony Music (COL 476746 2):
1. M.A.S.H. Theme (Ahmad Jamal) (2:48)
2. Duke and Hawkeye Arrive at M.A.S.H. (10:43)
3. The Operating Theater (1:06)
4. Major Houlihan and Major Burns (6:43)
5. Painless Suicide, Funeral and Resurrection (8:02)
6. Hot Lips Shows Her True Colors (3:48)
7. Moments to Remember (1:12)
8. The Football Game (8:01)
9. Going Home (3:32)

## Riconoscimenti
- 1971 – Premio Oscar
  - Miglior sceneggiatura non originale a Ring Lardner Jr.
  - Candidatura al miglior film a Ingo Preminger
  - Candidatura al miglior regista a Robert Altman
  - Candidatura alla miglior attrice non protagonista a Sally Kellerman
  - Candidatura al miglior montaggio a Danford B. Greene

- 1971 - Golden Globe
  - Miglior film commedia o musicale
  - Nomination Migliore regia a Robert Altman
  - Nomination Miglior attore in un film commedia o musicale a Elliott Gould
  - Nomination Miglior attore in un film commedia o musicale a Donald Sutherland
  - Nomination Miglior attrice non protagonista a Sally Kellerman
  - Nomination Migliore sceneggiatura a Ring Lardner Jr.

- 1971 - Premio BAFTA
  - UN Award
  - Nomination Miglior film
  - Nomination Migliore regia a Robert Altman
  - Nomination Miglior attore protagonista a Elliott Gould
  - Nomination Miglior montaggio a Danford B. Greene
  - Nomination Miglior colonna sonora a Don Hall, David Dockendorf e Bernard Freericks

- 1970 - Festival di Cannes
  - Palma d'oro a Robert Altman

- 1971 - Kansas City Film Critics Circle Award
  - Migliore regia a Robert Altman
  - Miglior attrice non protagonista a Sally Kellerman